# Fipronil
Fipronil là thuốc trừ sâu phổ rộng thuộc dòng hóa chất phenylpyrazole. Fipronil làm gián đoạn hệ thống thần kinh trung tâm của côn trùng bằng cách ngăn chặn các kênh corua có tính gaba và các Chloride Glutamate (GluCl). Điều này làm cho cho côn trùng bị dính thuốc quá kích thích thần kinh và cơ bắp. Đặc tính của Fipronil đối với côn trùng được cho là do ái lực của nó đối với thụ thể GABA trong côn trùng liên quan đến động vật có vú và ảnh hưởng của nó đối với các kênh GluCl mà không tồn tại ở động vật có vú.
Do hiệu quả của nó đối với một số lượng lớn sâu bệnh, nên Fipronil được sử dụng như một thành phần chủ yếu trong các sản phẩm kiểm soát bọ chét cho vật nuôi và bẫy gián gia cầm, cũng như kiểm soát sâu hại thực vật đối với ngô, sân golf và sân chơi thương mại. Việc sử dụng rộng rãi của nó làm cho các hiệu ứng cụ thể của nó trở nên đáng chú ý. Điều này bao gồm các quan sát liên tục về tác hại có thể xảy ra đối với con người hoặc hệ sinh thái cũng như việc theo dõi sự phát triển kháng thuốc trừ sâu.

## Vụ trứng gà nhiễm fripronil năm 2017
Trong tháng 7 / tháng 8 năm 2017, hàng triệu quả trứng gà đã bị cấm bán hoặc thu hồi từ thị trường ở Hà Lan, Bỉ, Đức và Pháp sau khi các ban ngành an toàn sản phẩm và an toàn sản phẩm của Hà Lan phát hiện hàng triệu quả trứng gà. Khoảng 180 trang trại của Hà Lan đã tạm thời bị đóng cửa. Vào đầu tháng Tám, Aldi đã báo cáo việc đưa tất cả trứng ra bán tại các cửa hàng của Đức như là một biện pháp phòng ngừa. Trứng bị ô nhiễm Fipronil có thể đã được bán trong một thời gian dài trước khi phát hiện ra mức độ cao. Các nhà chức trách ở Hà Lan đã lưu ý rằng trứng đã bị nhiễm fipronil vào tháng 11 năm 2016 nhưng không thông báo được kết quả. 
Trứng gà nhiễm hóa chất fipronil từ Hà Lan đã được phát hiện tại Đức, Bỉ, Thụy Điển, Thụy Sĩ, Anh và Pháp và đã có cáo buộc phía Hà Lan ém thông tin.